# Acmaeodera cisti
Acmaeodera cisti es una especie de escarabajo del género Acmaeodera, familia Buprestidae. Fue descrita científicamente por Wollaston en 1862.
Esta especie se encuentra en el continente asiático.